# 梅斯河
梅斯河（Mess）是一条流经卢森堡的河流，在Bergem附近的Lameschmillen汇入阿尔泽特河。该河流经梅斯河畔雷康日和Pontpierre。 